# Nederlandse kampioenschappen atletiek 1980
In 1980 werden de Nederlandse kampioenschappen atletiek gehouden op 8, 9 en 10 augustus in stadion De Baandert te Sittard. De organisatie lag in handen van de atletiekvereniging Unitas.
De titelstrijd kenmerkte zich door over het algemeen wat tegenvallende prestaties, met hier en daar een verrassende uitschieter. Terwijl er enerzijds door de strenge voorselectie nogal wat verdienstelijke atleten en atletes aan de kant moesten toekijken, lieten er van degenen die wel toegelaten waren een 70-tal atleten verstek gaan.
Een hoogtepunt was de 800 m van Rob Druppers, die met zijn tijd van 1.48,8 voor een nieuw jeugdrecord tekende.
De 10.000 m voor mannen vond plaats op 5 september 1980 in het Redband Sportpark in Roosendaal en werd georganiseerd door THOR.

## Uitslagen

### 100 m
| rang   | atleet             | prestatie |
| ------ | ------------------ | --------- |
| Goud   | Ed Pireau          | 10,74 s   |
| Zilver | Henk Brouwer       | 10,77 s   |
| Brons  | Raymond Heerenveen | 10,92 s   |

| rang   | atlete        | prestatie |
| ------ | ------------- | --------- |
| Goud   | Els Vader     | 11,62 s   |
| Zilver | Marjo Ruyters | 12,03 s   |
| Brons  | Martha Derby  | 12,14 s   |

### 200 m
| rang   | atleet             | prestatie |
| ------ | ------------------ | --------- |
| Goud   | Henk Brouwer       | 21,14 s   |
| Zilver | Raymond Heerenveen | 21,44 s   |
| Brons  | Mario Westbroek    | 21,45 s   |

| rang   | atlete         | prestatie |
| ------ | -------------- | --------- |
| Goud   | Els Vader      | 23,26 s   |
| Zilver | Tilly Verhoef  | 23,61 s   |
| Brons  | Tineke Hidding | 24,72 s   |

### 400 m
| rang   | atleet             | prestatie |
| ------ | ------------------ | --------- |
| Goud   | Marcel Klarenbeek  | 47,06 s   |
| Zilver | Mario Westbroek    | 47,34 s   |
| Brons  | Raymond Heerenveen | 48,31 s   |

| rang   | atlete         | prestatie |
| ------ | -------------- | --------- |
| Goud   | Tilly Verhoef  | 53,10 s   |
| Zilver | Cobi Körmeling | 54,89 s   |
| Brons  | Tanja Tjepkema | 56,67 s   |

### 800 m
| rang   | atleet            | prestatie |
| ------ | ----------------- | --------- |
| Goud   | Rob Druppers      | 1.48,8    |
| Zilver | Erik van Amstel   | 1.48,9    |
| Brons  | Ronaldo Mercelina | 1.49,3    |

| rang   | atlete            | prestatie |
| ------ | ----------------- | --------- |
| Goud   | Saskia Brouwer    | 2.03,9    |
| Zilver | Ina Blauw-Scholte | 2.04,2    |
| Brons  | Elly van Hulst    | 2.04,7    |

### 1500 m
| rang   | atleet         | prestatie |
| ------ | -------------- | --------- |
| Goud   | Klaas Lok      | 3.40,3    |
| Zilver | Arie Ruyter    | 3.43,3    |
| Brons  | Wybo Lelieveld | 3.43,4    |

| rang   | atlete         | prestatie |
| ------ | -------------- | --------- |
| Goud   | Saskia Brouwer | 4.22,2    |
| Zilver | Marga Wiegman  | 4.22,8    |
| Brons  | Tineke Kluft   | 4.23,5    |

### 5000 m/3000 m
| rang   | atleet            | prestatie |
| ------ | ----------------- | --------- |
| Goud   | Klaas Lok         | 13.47,0   |
| Zilver | Tonnie Luttikhold | 13.49,2   |
| Brons  | Henk Mentink      | 13.51,2   |

| rang   | atlete          | prestatie |
| ------ | --------------- | --------- |
| Goud   | Marga Wiegman   | 9.19,0    |
| Zilver | Carla Beurskens | 9.20,0    |
| Brons  | Joke van Gerven | 9.28,4    |

### 10.000 m[1]
| rang   | atleet           | prestatie |
| ------ | ---------------- | --------- |
| Goud   | Klaas Lok        | 28.42,5   |
| Zilver | Tonny Luttikhold | 28.44,1   |
| Brons  | Gerard Nijboer   | 28.49,2   |

### 110 m horden/100 m horden
| rang   | atleet             | prestatie |
| ------ | ------------------ | --------- |
| Goud   | Jan Harland        | 14,56 s   |
| Zilver | Henk Kort          | 14,80 s   |
| Brons  | Chris Leeuwenburgh | 15,05 s   |

| rang   | atlete         | prestatie |
| ------ | -------------- | --------- |
| Goud   | Tineke Hidding | 13,93 s   |
| Zilver | Sylvia Barlag  | 14,22 s   |
| Brons  | Rixt Meines    | 14,23 s   |

### 400 m horden
| rang   | atleet      | prestatie |
| ------ | ----------- | --------- |
| Goud   | Hugo Pont   | 50,56 s   |
| Zilver | Hans Moinat | 52,27 s   |
| Brons  | Purcy Marte | 53,46 s   |

| rang   | atlete              | prestatie |
| ------ | ------------------- | --------- |
| Goud   | Olga Commandeur     | 59,66 s   |
| Zilver | Sjannie van der Ven | 60,84 s   |
| Brons  | Esther Schouten     | 62,01 s   |

### 3000 m steeple
| rang   | atleet                | prestatie |
| ------ | --------------------- | --------- |
| Goud   | Hans Koeleman         | 8.35,8    |
| Zilver | Martien van der Hoorn | 8.53,7    |
| Brons  | Bert van Delden       | 8.57,8    |

### 20 km snelwandelen
| rang   | atleet               | prestatie |
| ------ | -------------------- | --------- |
| Goud   | Tjabel Ras           | 1:41.40,6 |
| Zilver | Frank van Ravensberg | 1:42.54,8 |
| Brons  | Nico Schroten        | 1:43.58,4 |

### Verspringen
| rang   | atleet            | prestatie |
| ------ | ----------------- | --------- |
| Goud   | Peter van Leeuwen | 7,49 m    |
| Zilver | Roy Sedoc         | 7,25 m    |
| Brons  | Jan Harland       | 7,16 m    |

| rang   | atlete           | prestatie |
| ------ | ---------------- | --------- |
| Goud   | Tineke Hidding   | 6,16 m    |
| Zilver | Sylvia Barlag    | 6,11 m    |
| Brons  | Delia Valkenberg | 6,08 m    |

### Hink-stap-springen
| rang   | atleet                | prestatie |
| ------ | --------------------- | --------- |
| Goud   | Roy Sedoc             | 16,06 m   |
| Zilver | Peter van Leeuwen     | 15,83 m   |
| Brons  | Anne-Jan van der Veen | 14,45 m   |

### Hoogspringen
| rang   | atleet          | prestatie |
| ------ | --------------- | --------- |
| Goud   | Ruud Wielart    | 2,06 m    |
| Zilver | René van Loon   | 2,06 m    |
| Brons  | Eric Rollenberg | 2,03 m    |

| rang   | atlete           | prestatie |
| ------ | ---------------- | --------- |
| Goud   | Sylvia Barlag    | 1,81 m    |
| Zilver | Anneke Magendans | 1,78 m    |
| Brons  | Mirjam van Laar  | 1,78 m    |

### Polsstokhoogspringen
| rang   | atleet            | prestatie |
| ------ | ----------------- | --------- |
| Goud   | Hans van der Pal  | 4,60 m    |
| Zilver | Frans van der Ham | 4,55 m    |
| Brons  | Mark Rekers       | 4,40 m    |

### Kogelstoten
| rang   | atleet      | prestatie |
| ------ | ----------- | --------- |
| Goud   | Piet Coenen | 15,28 m   |
| Zilver | Rob Hermans | 15,14 m   |
| Brons  | Eric Setz   | 14,89 m   |

| rang   | atlete         | prestatie |
| ------ | -------------- | --------- |
| Goud   | Jennifer Smit  | 14,41 m   |
| Zilver | Ria Stalman    | 13,75 m   |
| Brons  | Tine Schenkels | 13,44 m   |

### Discuswerpen
| rang   | atleet        | prestatie |
| ------ | ------------- | --------- |
| Goud   | Jan Diender   | 51,56 m   |
| Zilver | Harry Zitzen  | 51,34 m   |
| Brons  | Nico Kriatkow | 49,26 m   |

| rang   | atlete       | prestatie |
| ------ | ------------ | --------- |
| Goud   | Ria Stalman  | 55,86 m   |
| Zilver | Bea Wiarda   | 54,44 m   |
| Brons  | Betty Bogers | 47,80 m   |

### Speerwerpen
| rang   | atleet           | prestatie |
| ------ | ---------------- | --------- |
| Goud   | Bert Smit        | 68,76 m   |
| Zilver | Arjan Eleveld    | 66,80 m   |
| Brons  | Nico Hellendoorn | 65,04 m   |

| rang   | atlete                 | prestatie |
| ------ | ---------------------- | --------- |
| Goud   | Elly van Beuzekom-Lute | 53,10 m   |
| Zilver | Lida Berkhout          | 44,20 m   |
| Brons  | Karin de Maertelaere   | 41,46 m   |

### Kogelslingeren
| rang   | atleet           | prestatie |
| ------ | ---------------- | --------- |
| Goud   | Wil van Uythoven | 54,24 m   |
| Zilver | Willie Leenders  | 52,08 m   |
| Brons  | Peter van Noort  | 49,54 m   |

1904 · 
1908 · 
1909 · 
1910 · 
1911 · 
1912 · 
1913 · 
1914 · 
1915 · 
1917 · 
1918 · 
1919 · 
1920 · 
1921 · 
1922 · 
1923 · 
1924 · 
1925 · 
1926 · 
1927 · 
1928 · 
1929 · 
1930 · 
1931 · 
1932 · 
1933 · 
1934 · 
1935 · 
1936 · 
1937 · 
1938 · 
1939 · 
1940 · 
1941 · 
1942 · 
1943 · 
1944 · 
1946 · 
1947 · 
1948 · 
1949 · 
1950 · 
1951 · 
1952 · 
1953 · 
1954 · 
1955 · 
1956 · 
1957 · 
1958 · 
1959 · 
1960 · 
1961 · 
1962 · 
1963 · 
1964 · 
1965 · 
1966 · 
1967 · 
1968 · 
1969 · 
1970 · 
1971 · 
1972 · 
1973 · 
1974 · 
1975 · 
1976 · 
1977 · 
1978 · 
1979 · 
1980 · 
1981 · 
1982 · 
1983 · 
1984 · 
1985 · 
1986 · 
1987 · 
1988 · 
1989 · 
1990 · 
1991 · 
1992 · 
1993 · 
1994 · 
1995 · 
1996 · 
1997 · 
1998 · 
1999 · 
2000 · 
2001 · 
2002 · 
2003 · 
2004 · 
2005 · 
2006 · 
2007 · 
2008 · 
2009 · 
2010 · 
2011 · 
2012 · 
2013 · 
2014 · 
2015 · 
2016 ·
2017 ·
2018 ·
2019 ·
2020 ·
2021 ·
2022 ·
2023 ·
2024 ·
2025